# Rivière Frichet
Pour les articles homonymes, voir Frichet.
La rivière Frichet est affluent du littoral Est de la baie d'Hudson. La rivière Frichet coule vers le sud dans le territoire non organisé de la Baie-d'Hudson, dans la péninsule d'Ungava, dans la région administrative du Nord-du-Québec, au Québec, au Canada.

## Géographie
Les bassins versants voisins de la rivière Frichet sont :
- côté nord : détroit d'Hudson ;
- côté est : rivière Durouvray ;
- côté sud : rivière Kovik ;
- côté ouest :baie d'Hudson, rivière Naujaat.

La rivière Frichet coule vers le sud, en parallèle au littoral est de la baie d'Hudson, ainsi que plus ou moins en parallèle à ses jumelles les rivières Durouvray et Derville situés plus à l'est.
À partir du petit lac de tête, la rivière Frichet coule sur 111,7 km généralement vers le sud, parfois vers le sud-ouest, jusqu'au fond d'une baie du littoral ouest de la baie d'Hudson. Dans son cours supérieur, elle draine les décharges des lacs Ferrière et Siurartuuq. Elle se déverse sur une longue grève de la rive nord du lac Ivitaaqqut (longueur : 4,9 km ; altitude : 45 m) que le courant traverse vers le sud sur 0,8 km, en passant près de l'île Iqalunniavik, située près de la rive est.
La tête de la rivière est située à l'est du lac Cotin, à la hauteur du village de Ivujivik, soit le village le plus septentrional du littoral est de la baie d'Hudson, à 22,3 km au sud-est de cap Wolstenholme qui départage la baie d'Hudson et le détroit d'Hudson et à 13,6 km du fond d'un fjord du littoral du détroit d'Hudson. 

## Toponymie
Le toponyme Frichet évoque l'œuvre de vie du curé Jean-Baptiste Frichet qui exerça son ministère au Canada, au XVIIIe siècle. 
Le toponyme rivière Frichet a été officialisé le 5 décembre 1968 à la Commission de toponymie du Québec.